# Ahkal Mo' Nahb II
Ahkal Mo' Nahb II também conhecido como Chaacal II e Akul Anab II, (3 de setembro de 523 - 21 de julho de 570) foi um ahau da cidade-estado maia de Palenque. Assumiu o trono em 2 de maio de 565, oitenta e cinco dias após a morte de Kʼan Joy Chitam I. Era neto de Ahkal Moʼ Nahb I e provavelmente irmão de Kan Bahlam I.